# Trirhabda gurneyi
Trirhabda gurneyi es una especie de insecto coleóptero de la familia Chrysomelidae.
Fue descrita científicamente en 1951 por Blake.